# Pont (rimska provincija)
Pont je područje na obali Crnog mora na sjeveroistoku današnje Turske. Ime su mu dali Stari Grci koji su kolonizirali područje i dolazi od grčkog naziva za Crno more – Pontos Euxeinos ("Gostoljubivo more"). Kako ovo područje prvobitno nije imalo ime, oblast istočno od rijeke Kizil je nazivana „oblast na Pontu“ i otuda to ime, koje se prvi put može pronaći u Ksenofontovoj „Anabazi“. Veličina područja mijenjala se je kroz stoljeća, ali općenito se prostiralo od granica Kolhide (današnja Gruzija) sve do Paflagonije na zapadu uz različitu širinu zaleđa. Nekoliko država i provincija koje su nosile ime Pont i njegove varijante osnovano je u ovoj regiji u helenističkom, rimskom i bizantskom razdoblju. Pod turskom vladavinom Pontski Grci ove regije opstali su relativno netaknuti, očuvavši svoje običaje i dijalekt grčkog sve do razmjene stanovništva između Grčke i Turske godine 1923.

## Vanjske poveznice
- History of Pontus  Arhivirana inačica izvorne stranice od 1. lipnja 2013. (Wayback Machine)
- The Greek Genocide 1914-23  Arhivirana inačica izvorne stranice od 5. ožujka 2021. (Wayback Machine)
- PontosWorld